# Căn cứ hải quân Jeju
Căn cứ hải quân Jeju(Hàn:제주 해군기지), còn gọi là Jeju Civilian-Military Complex Port for Beautiful Tourism là căn cứ hải quân của Cơ động Chiến đoàn 7 Hàn Quốc thuộc Hải quân Hàn Quốc nằm gần thành phố Jeju.